# كيك مانيا
كيك مانيا (بالإنجليزية:Cake Mania) هي لعبة فيديو من تطوير وإنتاج شركة الألعاب الأمريكية Sandolt Games التي صدرت النسخة الأولى منها في 15 سبتمبر 2006.

## خلفية اللعبة
لعبة كيك مانيا هي من فئة ألعاب "إدارة الوقت" الكلاسيكية، تتطلب منك خدمة الزبائن بتحضير الكعك حسب طلبهم قبل أن يفقدوا صبرهم ويغادروا وذلك عن طريق "جيل إيفانز (Jill Evans)" الشابة التي تتحكم بها لتحضير الكعك.
تدور قصة اللعبة حول "جيل إيفانز" التي عادت إلى منزل جدتها بعد تخرجها من مدرسة الطهي، لتكتشف أن المخبز العائلي قد أغلق بسبب متجر كبير منافس. فتقرر فتح مخبزها الخاص في محاولة لإعادة إحياء العمل العائلي ومساعدة أسرتها.
في الإصدار الثالث من اللعبة كيك مانيا 3 تدخل في مغامرات في سفر عبر الزمن و إدارة عدة متاجر حسب الحقية الزمنية.
وفي الإصدار الرابع كيك مانيا Main Street تعود "جيل إيفانز" إلى بلدتها بايركسفيل لتفتتح متاجرا متنوعة لا تقتصر على تحضير الكعك مثل الإصدارات السابقة.

## إصدارات اللعبة[4]
| سنة الإصدار | العنوان                              |
| ----------- | ------------------------------------ |
| 2006        | كيك مانيا                            |
| 2007        | ! كيك مانيا 2: Jill's Next Adventure |
| 2008        | كيك مانيا 3                          |
| 2009        | كيك مانيا: Main Street               |
| 2010        | كيك مانيا: Lights, Camera, Action    |
| 2011        | ! كيك مانيا: To the Max              |

## وصلات خارجية
- كيك مانيا على قاعدة بيانات الأفلام الأنترنت (بالإنجليزية).
- كيك مانيا على ميتاكريتيك (بالإنجليزية).